# Paul Copley
Paul Mackriell Copley (Denby Dale, 25 novembre 1944) è un attore britannico.
Ha vinto il Laurence Olivier Award al miglior attore nel 1976, per la sua performance in For King and Country in scena a Londra.
È sposato con l'attrice Natasha Pyne dal 1972.

## Filmografia parziale

### Cinema
- Quell'ultimo ponte (A Bridge Too Far), regia di Richard Attenborough (1977)
- Zulu Dawn, regia di Douglas Hickox (1979)
- Quel che resta del giorno (The Remains of the Day), regia di James Ivory (1993)
- Jude, regia di Michael Winterbottom (1996)
- Blow Dry, regia di Paddy Breathnach (2001)
- Downton Abbey II - Una nuova era (Downton Abbey: A New Era), regia di Simon Curtis (2022)

### Televisione
- Coronation Street – serial TV, 40 puntate (1972-2021)
- Metropolitan Police – serie TV, 7 episodi (1990-2010)
- Cracker – serie TV, 5 episodi (1993-1995)
- Roughnecks – serie TV, 13 episodi (1994-1995)
- Peak Practice – serie TV, 3 episodi (1995-2001)
- Casualty – serie TV, 6 episodi (1995-2010)
- This Life – serie TV, 6 episodi (1996-1997)
- The Lakes – serie TV, 14 episodi (1997-1999)
- Hornblower – miniserie TV (1998-2003)
- Testimoni silenziosi (Silent Witness) – serie TV, 4 episodi (1999-2003)
- Holby City – serie TV, 3 episodi (1999-2019)
- Dead Man Weds – serie TV, 5 episodi (2005)
- Doctors – serial TV, 9 puntate (2007-2021)
- Torchwood – serie TV, 4 episodi (2009)
- White Heat, regia di John Alexander – miniserie TV (2012)
- Downton Abbey – serie TV, 16 episodi (2011-2015)
- Last Tango in Halifax – serie TV, 14 episodi (2012-2020)
- L'ispettore Barnaby (Midsomer Murders) – serie TV, episodio 16x02 (2014)
- Vera – serie TV, episodio 4x01 (2014)
- L'amore e la vita - Call the Midwife (Call the Midwife) – serie TV, episodio 5x02 (2016)
- Broken – serie TV, 4 episodi (2017)
- Trust Me – serie TV, 3 episodi (2017)
- Doc Martin – serie TV, episodio 8x05 (2017)
- Padre Brown (Father Brown) – serie TV, episodio 8x04 (2020)
- Creature grandi e piccole - Un veterinario di provincia (All Creatures Great and Small) – serie TV, episodio 4x04 (2023)

## Doppiatori italiani
Nelle versioni in italiano delle opere in cui ha recitato, Paul Copley è stato doppiato da:
- Franco Zucca in Downton Abbey
- Oliviero Dinelli in L'amore e la vita - Call the Midwife
- Roberto Fidecaro in Downton Abbey II - Una nuova era